# Place Édouard Pinoy
 (août 2025).
Motif : Rue sans notoriété évidente. Sources secondaires semblent absentes.
- Archive Wikiwix
- Bing
- Cairn
- DuckDuckGo
- E. Universalis
- Gallica
- Google
- G. Books
- G. News
- G. Scholar
- Persée
- Qwant
- (zh) Baidu
- (ru) Yandex
- (wd) trouver des œuvres sur Wikidata

| 1. | Préciser le motif de la pose du bandeau. | Précisez le motif de la pose du bandeau en utilisant la syntaxe suivante : {{admissibilité à vérifier\|date=août 2025\|motif=remplacez ce texte par le motif}}                           |
| 2. | Informer les utilisateurs concernés.     | Pensez à avertir le créateur de l'article, par exemple, en insérant le code ci-dessous sur sa page de discussion : {{subst:avertissement admissibilité à vérifier\|Place Édouard Pinoy}} |

 (août 2025).
Si vous disposez d'ouvrages ou d'articles de référence ou si vous connaissez des sites web de qualité traitant du thème abordé ici, merci de compléter l'article en donnant les références utiles à sa vérifiabilité et en les liant à la section « Notes et références ».
Pour les articles homonymes, voir Pinoy.
La place Édouard Pinoy (en néerlandais : Pinoyplein) est une place bruxelloise de la commune d'Auderghem, proche de Demey.

## Historique et description
Au XIXe siècle, la rue du Moulin à Papier effectuait un crochet à cet endroit. On y trouvait quatre vieux bâtiments et le quartier portait le nom de Pré des Agneaux. 
Le 20 juin 1925, le collège baptise la place nouvellement construite du nom du soldat Edouard Pinoy, né à Auderghem le 20 octobre 1893, tué le 16 octobre 1914 à Nieuport lors de la première guerre mondiale.
Elle fut remodelée plus tard: en 1958, on y démolit deux maisons sur le côté nord[réf. souhaitée] et en 1966, on construisit l’école communale no 4 côté sud.

## Situation et accès
| ___ | Ce site est desservi par la station de métro : Demey. |